# Butterup Sogn
Butterup Sogn var et sogn i Holbæk Provsti (Roskilde Stift). Sognet blev 2. december 2012 lagt sammen med Tuse Sogn til Butterup-Tuse Sogn.
I 1800-tallet var Tuse Sogn anneks til Butterup Sogn. Tuse Sogn hørte til Tuse Herred, Butterup Sogn til Merløse Herred, begge i Holbæk Amt. Butterup-Tuse sognekommune blev ved kommunalreformen i 1970 indlemmet i Holbæk Kommune.
I Butterup Sogn lå Butterup Kirke.
I Butterup Sogn fandtes følgende autoriserede stednavne:
- Butterup (bebyggelse, ejerlav)
- Løvenborg (ejerlav, landbrugsejendom)
- Mosehuse (bebyggelse)
- Møsthuse (bebyggelse)
- Severinsminde (ejerlav, landbrugsejendom)
- Teglværkshuse (bebyggelse)